# Khalid Boulahrouz
Khalid Boulahrouz (Maassluis, 28 dicembre 1981) è un allenatore di calcio ed ex calciatore olandese, originario del Rif, del Marocco di ruolo difensore.

## Carriera

### Club

#### Inizi
Nella sua giovinezza Boulahrouz gioca per le giovanili di varie squadre olandesi: Excelsior Maassluis, DSOV, Ajax, AZ Alkmaar e Haarlem.
Passato al RKC Waalwijk, sotto la guida tecnica di Martin Jol debutta in Eredivisie il 9 marzo 2002 nella partita contro l'Heerenveen.

#### Amburgo
Dopo due stagioni a Waalwijk si trasferisce all'Amburgo all'inizio della stagione 2004-2005. Nella stagione 2005-06 fa parte della difesa dell'Amburgo che subisce 30 gol in 34 partite. In due stagioni ha anche ricevuto sedici cartellini gialli e tre rossi.

#### Chelsea

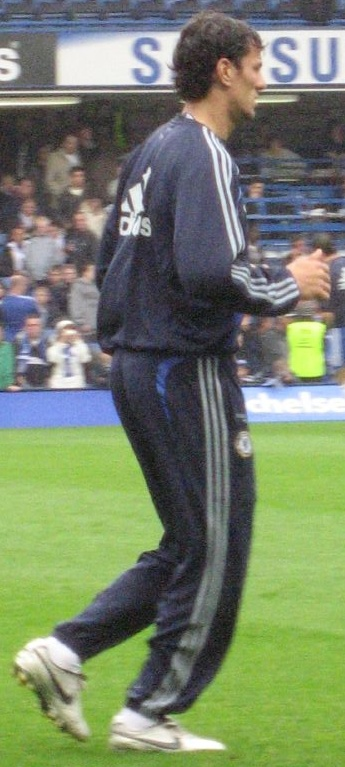
Boulahrouz con la divisa del Chelsea

Il 18 agosto 2006 passa al Chelsea per £ 8.500.000 (€ 12.000.000).
Il 21 agosto 2006 vengono completate tutte le pratiche per il suo approdo al Chelsea e sei giorni dopo debutta in Premier League nella partita contro il Blackburn, prendendo il numero 9 precedentemente indossato da Hernán Crespo, il 9 è un numero non convenzionale per un difensore, essendo tradizionalmente associato agli attaccanti, ma che è stato dato a Boulahrouz solo perché al momento della firma era uno dei numeri non assegnati.
Boulahrouz comincia la stagione da titolare con grandi prestazioni come quelle contro il Liverpool e contro il Barcellona nella quale domina Ronaldinho. Tuttavia Boulahrouz perde il posto da titolare in seguito ad un infortunio al ginocchio e ad uno alla spalla. Ritorna in campo in una partita di FA Cup contro il Norwich City.
Boulahrouz diventa la riserva della coppia centrale composta da John Terry e Ricardo Carvalho, ma anche dopo l'infortunio di quest'ultimo, Mourinho schiera in difesa, insieme a Terry, il centrocampista ghanese Michael Essien lasciando Boulahrouz ancora in panchina.

#### Siviglia e Stoccarda
Boulahrouz viene ceduto in prestito al Siviglia per la stagione 2007-2008. Tuttavia con il Siviglia gioca solo sei partite in tutta la stagione.
Il 21 luglio 2008 si trasferisce allo Stoccarda per circa € 5.000.000 Nel maggio 2012 il suo contratto non viene rinnovato, svincolandosi quindi dalla squadra tedesca.

#### Sporting Lisbona, Brondby e Feyenoord
Il 18 luglio 2012 firma un contratto di due anni con lo Sporting Lisbona. Dopo aver totalizzato 11 presenze in campionato con il club portoghese, il 3 settembre 2013 rescinde consensualmente il suo contratto con la società.
Il 7 ottobre 2013 viene ingaggiato a parametro zero dalla squadra danese del Brøndby IF.
A fine stagione torna in Olanda al Feyenoord Rotterdam dove gioca 18 partite tra campionato e coppe.
L'11 febbraio 2016 ha annunciato il suo ritiro dal calcio giocato.

### Nazionale

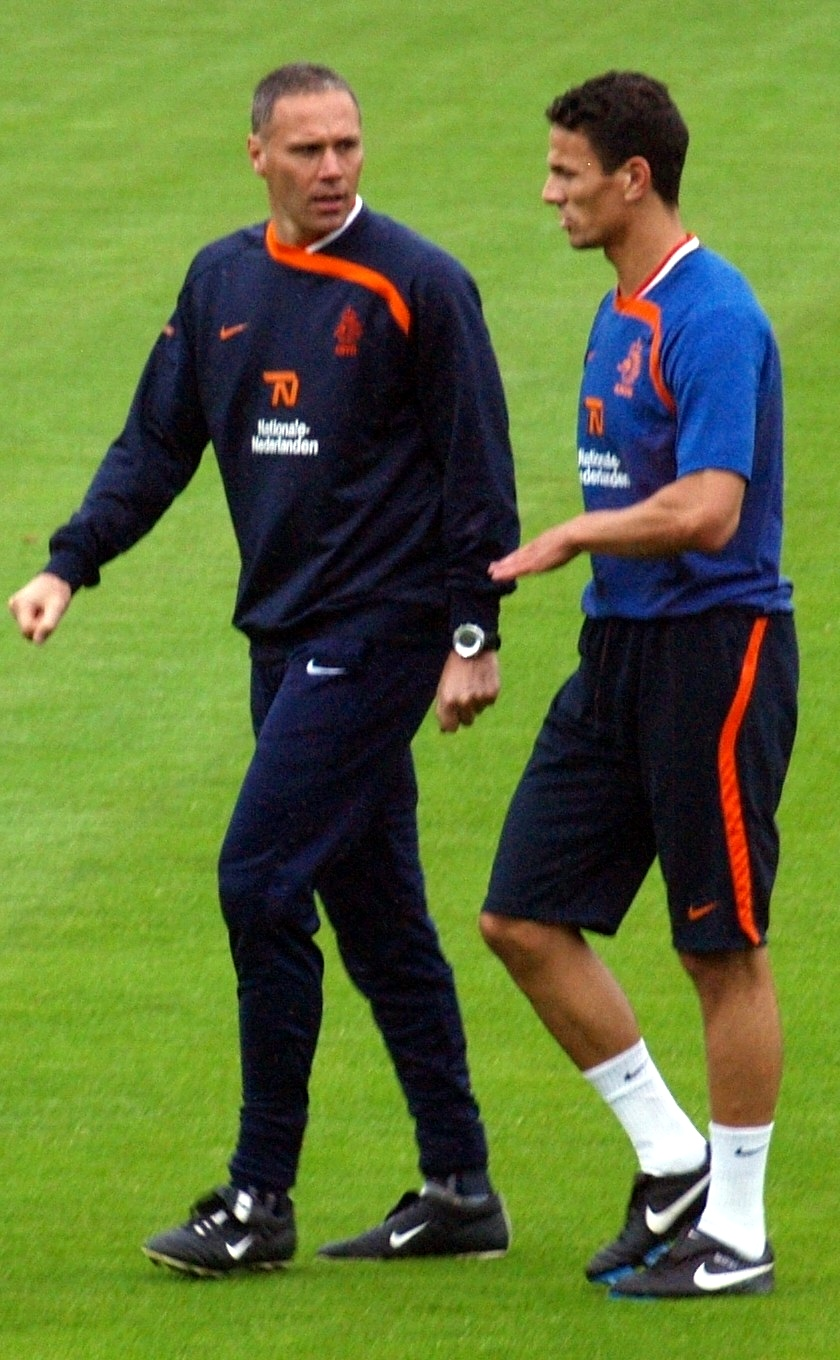
Boulahrouz con l'ex allenatore della nazionale olandese Marco van Basten

Boulahrouz ha fatto il suo debutto con la nazionale olandese il 3 settembre 2004 in una partita vinta 3-0 contro il Liechtenstein, venendo convocato dal ct Marco van Basten per i mondiali del 2006. Ai mondiali è stato espulso nella partita degli ottavi di finale contro il Portogallo per una gomitata a Luís Figo : in quella partita l'arbitro Valentin Ivanov diede 16 cartellini gialli e 4 rossi, un record per i mondiali di calcio.
Dopo non essere stato inizialmente convocato per gli europei del 2008, è stato integrato nella rosa pochi giorni prima dell'inizio della competizione a seguito dell'infortunio di Ryan Babel.
Il 19 giugno 2008, durante gli Europei, a causa della morte di sua figlia (nata prematura), interruppe l'allenamento per recarsi in ospedale, dove la moglie era stata ricoverata dopo alcune complicazioni legate alla gravidanza; due giorni dopo, la Nazionale olandese scese in campo nel quarto di finale contro la Russia con il lutto al braccio.
Boulahrouz è stato incluso nella squadra preliminare per i mondiali del 2010 disputatisi in Sudafrica. Il 27 maggio 2010 il ct olandese Bert van Marwijk ha annunciato l'inclusione di Boulahrouz nei 23 convocati per il mondiale. Boulahrouz ha giocato la partita vinta 2-1 contro il Camerun da titolare ed è entrato in campo nella semifinale vinta 3-2 contro l'Uruguay al posto di Gregory van der Wiel.

## Statistiche

### Cronologia presenze e reti in nazionale
| Cronologia completa delle presenze e delle reti in nazionale ― Paesi Bassi | Cronologia completa delle presenze e delle reti in nazionale ― Paesi Bassi | Cronologia completa delle presenze e delle reti in nazionale ― Paesi Bassi | Cronologia completa delle presenze e delle reti in nazionale ― Paesi Bassi | Cronologia completa delle presenze e delle reti in nazionale ― Paesi Bassi | Cronologia completa delle presenze e delle reti in nazionale ― Paesi Bassi | Cronologia completa delle presenze e delle reti in nazionale ― Paesi Bassi | Cronologia completa delle presenze e delle reti in nazionale ― Paesi Bassi |
| Data                                                                       | Città                                                                      | In casa                                                                    | Risultato                                                                  | Ospiti                                                                     | Competizione                                                               | Reti                                                                       | Note                                                                       |
| -------------------------------------------------------------------------- | -------------------------------------------------------------------------- | -------------------------------------------------------------------------- | -------------------------------------------------------------------------- | -------------------------------------------------------------------------- | -------------------------------------------------------------------------- | -------------------------------------------------------------------------- | -------------------------------------------------------------------------- |
| 3-9-2004                                                                   | Utrecht                                                                    | Paesi Bassi                                                                | 3 – 0                                                                      | Liechtenstein                                                              | Amichevole                                                                 | -                                                                          |                                                                            |
| 8-9-2004                                                                   | Amsterdam                                                                  | Paesi Bassi                                                                | 2 – 0                                                                      | Rep. Ceca                                                                  | Qual. Mondiali 2006                                                        | -                                                                          | 64’ 85’                                                                    |
| 9-10-2004                                                                  | Skopje                                                                     | Macedonia                                                                  | 2 – 2                                                                      | Paesi Bassi                                                                | Qual. Mondiali 2006                                                        | -                                                                          | 84’                                                                        |
| 9-2-2005                                                                   | Birmingham                                                                 | Inghilterra                                                                | 0 – 0                                                                      | Paesi Bassi                                                                | Amichevole                                                                 | -                                                                          |                                                                            |
| 26-3-2005                                                                  | Bucarest                                                                   | Romania                                                                    | 0 – 2                                                                      | Paesi Bassi                                                                | Qual. Mondiali 2006                                                        | -                                                                          |                                                                            |
| 17-8-2005                                                                  | Rotterdam                                                                  | Paesi Bassi                                                                | 2 – 2                                                                      | Germania                                                                   | Amichevole                                                                 | -                                                                          |                                                                            |
| 3-9-2005                                                                   | Erevan                                                                     | Armenia                                                                    | 0 – 1                                                                      | Paesi Bassi                                                                | Qual. Mondiali 2006                                                        | -                                                                          |                                                                            |
| 7-9-2005                                                                   | Eindhoven                                                                  | Paesi Bassi                                                                | 4 – 0                                                                      | Andorra                                                                    | Qual. Mondiali 2006                                                        | -                                                                          |                                                                            |
| 8-10-2005                                                                  | Praga                                                                      | Rep. Ceca                                                                  | 0 – 2                                                                      | Paesi Bassi                                                                | Qual. Mondiali 2006                                                        | -                                                                          | 57’                                                                        |
| 12-10-2005                                                                 | Amsterdam                                                                  | Paesi Bassi                                                                | 0 – 0                                                                      | Macedonia                                                                  | Qual. Mondiali 2006                                                        | -                                                                          |                                                                            |
| 1-6-2006                                                                   | Eindhoven                                                                  | Paesi Bassi                                                                | 2 – 1                                                                      | Messico                                                                    | Amichevole                                                                 | -                                                                          |                                                                            |
| 11-6-2006                                                                  | Lipsia                                                                     | Serbia e Montenegro                                                        | 0 – 1                                                                      | Paesi Bassi                                                                | Mondiali 2006 - 1º turno                                                   | -                                                                          | 86’                                                                        |
| 16-6-2006                                                                  | Stoccarda                                                                  | Paesi Bassi                                                                | 2 – 1                                                                      | Costa d'Avorio                                                             | Mondiali 2006 - 1º turno                                                   | -                                                                          | 46’                                                                        |
| 21-6-2006                                                                  | Francoforte sul Meno                                                       | Paesi Bassi                                                                | 0 – 0                                                                      | Argentina                                                                  | Mondiali 2006 - 1º turno                                                   | -                                                                          |                                                                            |
| 25-6-2006                                                                  | Norimberga                                                                 | Portogallo                                                                 | 1 – 0                                                                      | Paesi Bassi                                                                | Mondiali 2006 - Ottavi di finale                                           | -                                                                          | 7’, 62’                                                                    |
| 6-9-2006                                                                   | Eindhoven                                                                  | Paesi Bassi                                                                | 3 – 0                                                                      | Bielorussia                                                                | Qual. Euro 2008                                                            | -                                                                          | 67’                                                                        |
| 7-10-2006                                                                  | Sofia                                                                      | Bulgaria                                                                   | 1 – 1                                                                      | Paesi Bassi                                                                | Qual. Euro 2008                                                            | -                                                                          |                                                                            |
| 11-10-2006                                                                 | Amsterdam                                                                  | Paesi Bassi                                                                | 2 – 1                                                                      | Albania                                                                    | Qual. Euro 2008                                                            | -                                                                          |                                                                            |
| 15-11-2006                                                                 | Amsterdam                                                                  | Paesi Bassi                                                                | 1 – 1                                                                      | Inghilterra                                                                | Amichevole                                                                 | -                                                                          | 61’                                                                        |
| 22-8-2007                                                                  | Lancy                                                                      | Svizzera                                                                   | 2 – 1                                                                      | Paesi Bassi                                                                | Amichevole                                                                 | -                                                                          | 46’                                                                        |
| 8-9-2007                                                                   | Amsterdam                                                                  | Paesi Bassi                                                                | 2 – 0                                                                      | Bulgaria                                                                   | Qual. Euro 2008                                                            | -                                                                          | 66’                                                                        |
| 24-5-2008                                                                  | Rotterdam                                                                  | Paesi Bassi                                                                | 3 – 0                                                                      | Ucraina                                                                    | Amichevole                                                                 | -                                                                          | 62’                                                                        |
| 9-6-2008                                                                   | Berna                                                                      | Paesi Bassi                                                                | 3 – 0                                                                      | Italia                                                                     | Euro 2008 - 1º turno                                                       | -                                                                          | 77’                                                                        |
| 13-6-2008                                                                  | Berna                                                                      | Paesi Bassi                                                                | 4 – 1                                                                      | Francia                                                                    | Euro 2008 - 1º turno                                                       | -                                                                          |                                                                            |
| 17-6-2008                                                                  | Berna                                                                      | Paesi Bassi                                                                | 2 – 0                                                                      | Romania                                                                    | Euro 2008 - 1º turno                                                       | -                                                                          | 58’                                                                        |
| 21-6-2008                                                                  | Basilea                                                                    | Paesi Bassi                                                                | 1 – 3 dts                                                                  | Russia                                                                     | Euro 2008 - Quarti di finale                                               | -                                                                          | 50’ 54’                                                                    |
| 10-9-2008                                                                  | Skopje                                                                     | Macedonia                                                                  | 1 – 2                                                                      | Paesi Bassi                                                                | Qual. Mondiali 2010                                                        | -                                                                          | 28’                                                                        |
| 10-10-2009                                                                 | Sydney                                                                     | Australia                                                                  | 0 – 0                                                                      | Paesi Bassi                                                                | Amichevole                                                                 | -                                                                          |                                                                            |
| 26-5-2010                                                                  | Friburgo                                                                   | Messico                                                                    | 1 – 2                                                                      | Paesi Bassi                                                                | Amichevole                                                                 | -                                                                          |                                                                            |
| 24-6-2010                                                                  | Città del Capo                                                             | Camerun                                                                    | 1 – 2                                                                      | Paesi Bassi                                                                | Mondiali 2010 - 1º turno                                                   | -                                                                          |                                                                            |
| 6-7-2010                                                                   | Città del Capo                                                             | Uruguay                                                                    | 2 – 3                                                                      | Paesi Bassi                                                                | Mondiali 2010 - Semifinale                                                 | -                                                                          | 78’                                                                        |
| 4-6-2011                                                                   | Goiânia                                                                    | Brasile                                                                    | 0 – 0                                                                      | Paesi Bassi                                                                | Amichevole                                                                 | -                                                                          | 85’                                                                        |
| 8-6-2011                                                                   | Montevideo                                                                 | Uruguay                                                                    | 1 – 1 (4 – 3 dtr)                                                          | Paesi Bassi                                                                | Amichevole                                                                 | -                                                                          |                                                                            |
| 11-11-2011                                                                 | Amsterdam                                                                  | Paesi Bassi                                                                | 0 – 0                                                                      | Svizzera                                                                   | Amichevole                                                                 | -                                                                          |                                                                            |
| 29-2-2012                                                                  | Londra                                                                     | Inghilterra                                                                | 2 – 3                                                                      | Paesi Bassi                                                                | Amichevole                                                                 | -                                                                          | 82’                                                                        |
| Totale                                                                     |                                                                            | Presenze                                                                   | 35                                                                         |                                                                            | Reti                                                                       | 0                                                                          |                                                                            |

## Palmarès

### Club

#### Competizioni nazionali
- Coppa d'Inghilterra: 1

Chelsea: 2006-2007
- Coppa di Lega inglese: 1

Chelsea: 2006-2007
- Supercoppa di Spagna: 1

Siviglia: 2007

#### Competizioni internazionali
- Coppa Intertoto UEFA: 1

Amburgo: 2005